# اولیندا
اولیندا (به پرتغالی: Olinda) یک شهرستان در برزیل است که در ایالت پرنامبوکو واقع شده‌است. بخش‌های تاریخی این شهر در سال ۱۹۸۲ در فهرست میراث جهانی یونسکو به ثبت رسید.

## خصوصیات
اولیندا ۴۳٫۵۵ کیلومترمربع مساحت و ۳۹۷٬۲۶۸ نفر جمعیت دارد و ۱۶ متر بالاتر از سطح دریا واقع شده‌است.

## خواهرخوانده
شهرهای پارینتینز و ویلا دو کنده خواهرخوانده‌های اولیندا هستند.